# شهرستان سانگری
شهرستان سانگری (به لاتین: Sangri County) یک شهرستان‌های جمهوری خلق چین در چین است که در لهوکا واقع شده‌است.
 شهرستان سانگری  ۱۵٬۴۷۰ نفر جمعیت دارد.